# Тойота Парк
«Тойота Парк» (англ. Toyota Park) — футбольний стадіон у поселенні Бриджв'ю, Іллінойс, США, домашня арена ФК «Чикаго Файр».
Стадіон побудований протягом 2004—2006 років та відкритий 11 червня 2006 року. Назва пов'язана зі спонсорським контрактом з японською компанією «Toyota».
Потужність арени становить 20 000 глядачів під час футбольних матчів та 28 000 — під час концертних заходів.